# Vekoma
 (août 2011).
Si vous disposez d'ouvrages ou d'articles de référence ou si vous connaissez des sites web de qualité traitant du thème abordé ici, merci de compléter l'article en donnant les références utiles à sa vérifiabilité et en les liant à la section « Notes et références ».
Vekoma est un concepteur et constructeur de montagnes russes et autres attractions à sensation dont le siège est basé aux Pays-Bas. La société a développé des attractions allant des imposantes montagnes russes en métal aux grandes roues et aux Mad House plus familiales.

## Histoire
Fils de fermier, Hendrik Op fonde en 1926 Veldkoning (litt. « roi des champs ») à Vlodrop, aux Pays-Bas. Cette société propose alors des solutions, jugées innovantes, dans le domaine des structures métalliques agricoles.
Forte de son succès, l'entreprise prit le nom en 1948 de Eerste Nederlands Staalploeg en Pompenfabriek (litt. « première usine néerlandaise de charrues et de pompes »), mais devant le déclin de l'agriculture au début des années 1950, le fils de Hendrik, Gerard Op, fit prendre un tournant à l'entreprise.
La société qui s'appellera désormais Machinefrabrieke Vekoma — Vekoma étant une contraction de « Veld Koning Machinefabriek » —, et créera des équipements de plus en plus lourds, tout d'abord à destination des mines, puis pour la pétrochimie.
En 1967, la société, dans un désir de diversification, tente sa chance dans le divertissement, avec une grande roue d'abord, puis avec des montagnes russes en 1977.
La société s'est par la suite concentrée sur ce dernier domaine, abandonnant toute autre activité en 1983. 
À partir de 1996, Vekoma propose dans son catalogue quelques attractions qui ne sont plus considérées comme montagnes russes.
Vekoma Rides a été acquis par Sansei Technologies (en) à Tokyo, le 30 mars 2018.

## Catalogue de montagnes russes «clés en main»
En plus de diviser les coûts de conception par le nombre d'exemplaires vendus, cette méthode permet aussi d'avoir des équipements fiables dans la mesure où Vekoma possède une expérience de plusieurs dizaines d'années pour certains de ses modèles
.

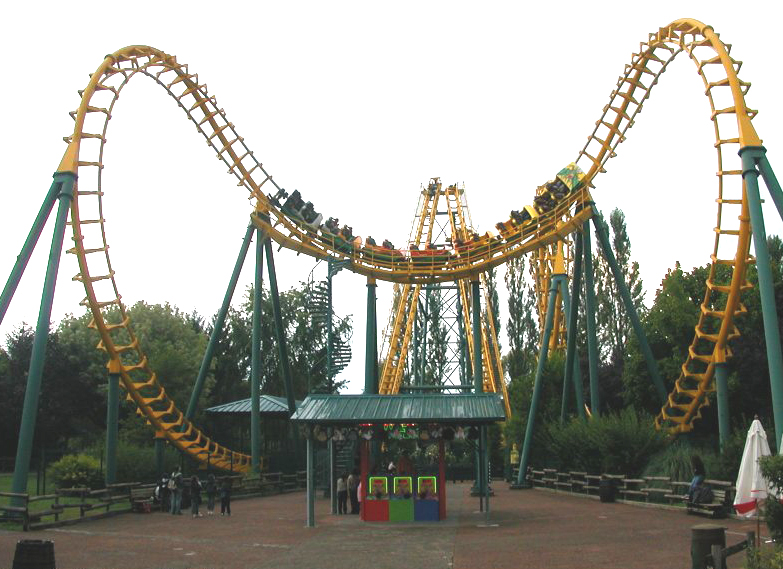
Le modèle catalogue Boomerang est l'une des meilleures ventes de Vekoma.
Ici l'installation de Walibi Rhône-Alpes

Les paragraphes ci-dessous donnent quelques exemples de tracés proposés par la marque.

### Corkscrew

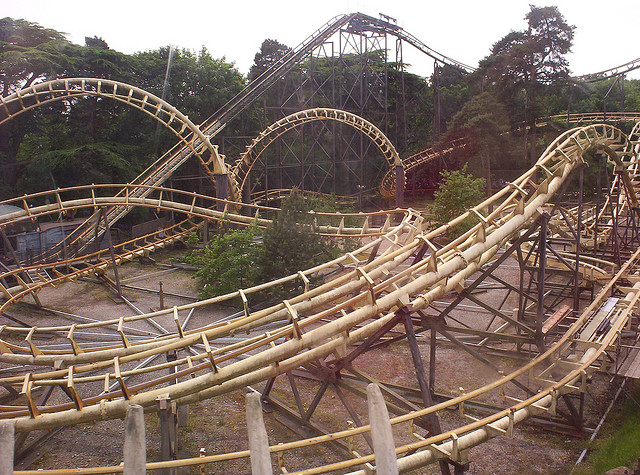
Corkscrew, Alton Towers, ouvert de 1980 à 2008

Il s'agit d'un modèle de montagnes russes à double inversion dont les deux éléments inversés se nomment justement Corkscrew (tire-bouchon) puisqu'ils rappellent la spirale d'un tire-bouchon.
Avec les premières installations mises en service en 1979. Ce modèle n'est plus fabriqué de nos jours.

### Boomerang

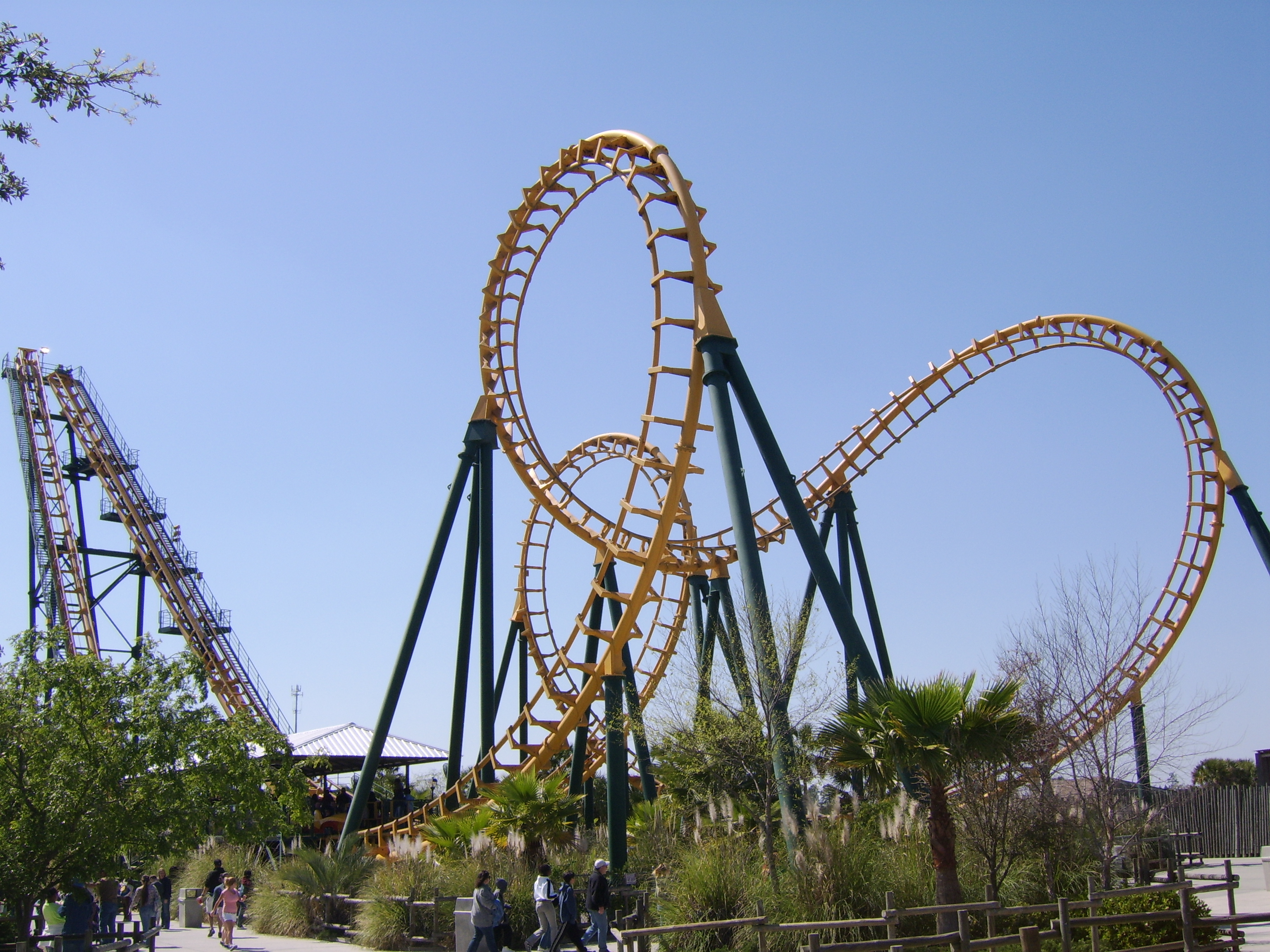
Boomerang, de Vekoma.

Créé en 1982, ce tracé propose un parcours aller-retour d'où il tire son nom (tracé dit « navette »). Le train est d'abord tracté en marche arrière par un chariot remorqueur rattaché à un câble tout en haut du premier pan incliné, puis lâché à une hauteur de 35 mètres. Il traverse alors la gare à 80 km/h avant de faire trois inversions. Il est alors de nouveau tracté par une chaîne motrice montée sur des pistons, avant de refaire le même parcours en marche arrière, et revenir en gare.
Avec une cinquantaine d'exemplaires construits, ce modèle est un succès commercial de la marque. Le concept d'aller-retour permet aux parcs d'offrir des sensations variées (marche avant et marche arrière) avec seulement 285 mètres de rails à construire (et à financer) sur une surface au sol modeste de 88x30 mètres.

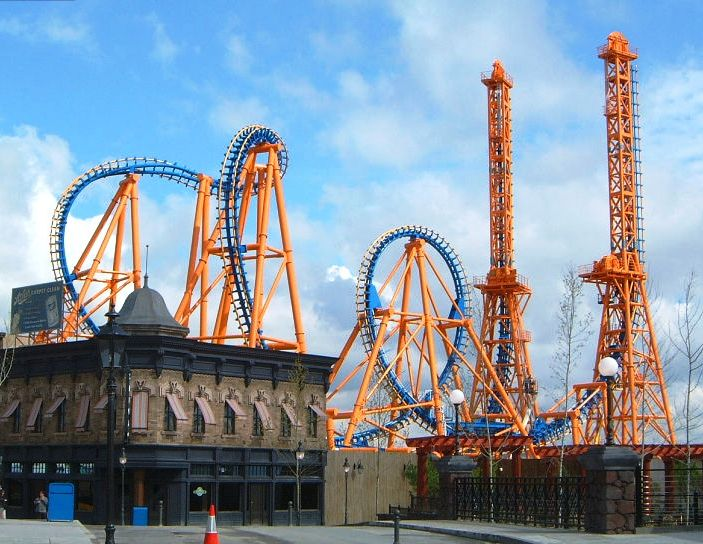
Stuntfall à Parque Warner Madrid, l'un des Giant Inverted Boomerang.

Fort de ce succès commercial, Vekoma a ensuite diffusé des variantes de son Boomerang :
- Construit pour la première fois en 1996, Invertigo est la copie conforme du Boomerang, mais les rails se trouvent cette fois au-dessus de la tête des passagers, qui ont alors les pieds dans le vide : il s'agit alors de montagnes russes navette inversées[4], aux dimensions peu ou prou égales à celles du Boomerang (86x30 mètres de surface au sol, 40 mètres de hauteur, 80,5 km/h de vitesse maximale)[5]. Ce modèle s'est vendu à quatre exemplaires[4].
- Cinq ans plus tard, en 2001, apparaît le Giant Inverted Boomerang, variante sensiblement plus grande de l'Invertigo. Les trains sont là encore fixés sous les rails (Inverted), mais l'installation est plus grande : 367 mètres de rails, 58,4 mètres de hauteur, 105,6 km/h de vitesse maximale[6]. Les deux pans inclinés du Boomerang le long desquelles est tracté puis lâché le train sont remplacés par deux sections de rails complètement verticales [7].
L'exemplaire de Six Flags Magic Mountain de ce standard s'appelle Déjà vu[8], tout simplement car il rappelle fortement le Boomerang et son voyage en va-et-vient donne en effet l'impression d'avoir déjà vu le parcours.

### Suspended Looping Coaster (SLC)

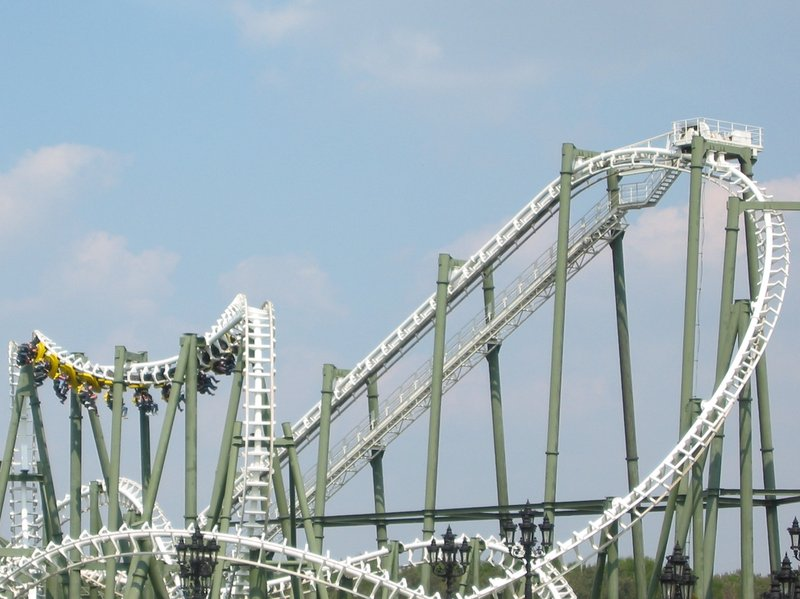
Vekoma s'est inspirée des montagnes russes inversées de Bolliger & Mabillard pour concevoir son modèle SLC.

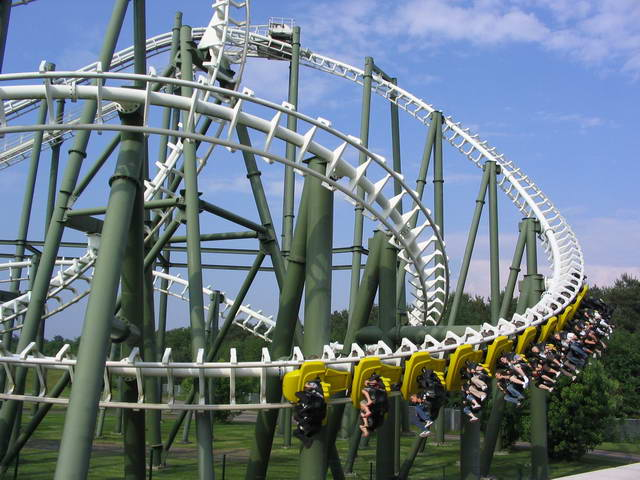
Limit, SLC construit par Vekoma (Heide Park).

Des montagnes russes inversées. Le train est suspendu sous le rail et les passagers font le parcours les pieds dans le vide. Vekoma a développé cinq modèles de SLC ce qui offre des parcours personnalisés : 
- le 662m Prototype
- le 689m Standard
- le 787m Extended
- le 765m Extended avec Helix
- le 689m Custom.

## Attractions Familiales
Vekoma fait aussi des montagnes russes sans inversions, pour toute la famille.

### Mine Train Coaster
L'un des modèles les plus connus : le Mine Train Coaster, modèle de type train de la mine. Cette attraction est un parcours de montagnes russes dont le thème rappelle les vieilles mines d'or de l'ouest américain. Le visiteur embarque à bord d'un train composé de plusieurs « wagonnets », souvent tirés par une locomotive. Après une remontée, le train s'engage dans des virages sinueux et de courtes descentes. Certains modèles de « trains de la mine » sont souvent populaires, tels que les attractions Big Thunder Mountain des parcs Disneyland ou encore le Colorado Adventure à Phantasialand.

### Suspended Family Coaster
C'est une variante du Suspended Looping Coaster. Sur cette version, le design des trains et des rails est différent, ainsi que le circuit qui ne comporte aucune inversion. Après avoir atteint le point culminant de l'attraction, le train effectue des virages relevés ainsi que des pentes procurant parfois quelques « airtimes ».

### Motorbike Launch Coaster
Vekoma a innové en créant le Motorbike Launch Coaster. Le principe est simple : Vous vous installez sur le véhicule comme si vous vous installiez sur une moto, après l'embarquement, le train est propulsé à une vitesse allant jusqu'à 90 km/h et effectue plusieurs virages et bosses avant de revenir à la gare. Un dispositif de sécurité spécial permet de maintenir en place le passager sur son véhicule. Il s'agit de montagnes russes de motos. Le premier modèle à avoir ouvert est Booster Bike à Toverland.

## La diversification vers des attractions scéniques
À compter de 1996, Vekoma propose de nouvelles attractions, qui ne sont plus considérées comme montagnes russes.

### Mad House
En 1996, Vekoma voit sa première Mad House ouvrir à Efteling: la Villa Volta. Ce nouveau concept d'attraction emploie une technique connue depuis le début du XXe siècle. Attraction à succès reproduite dans plusieurs parcs, elle sera ensuite proposée par le constructeur Mack Rides à partir de 2000.

### Pandora's Box
Plusieurs fois reporté, il existait un projet d'ouvrir leur première Pandora's Box à Efteling en 2015 : Hartenhof. La Pandora's Box est leur dernier modèle de parcours scénique. Les passagers ne se déplacent plus seulement en avant, à gauche ou à droite mais aussi verticalement. Les dix sièges sont répartis à gauche et à droite d'un bras métallique vertical qui se déplace le long d'un rail. Ceci permet de multiples mouvements : chutes le long du bras, tourner autour du bras, accélération jusqu'à 2,5 g, rotation des sièges à 360° en arrière, en avant et sur les côtés.